# Оникс (река)
Оникс — самая длинная река Антарктиды. Расположена в долине Райт на Земле Виктории, в сухих долинах Мак-Мердо, характеризующихся почти круглогодичным отсутствием снега, высоким уровнем инсоляции и относительно (для Антарктиды) высокими летними температурами. Длина реки — около 30 км; она вытекает из озера Браунуорт и впадает в озеро Ванда.
Уровень воды в реке подвержен сильным дневным и сезонным колебаниям. Оникс имеет несколько притоков и течёт только в период позднего антарктического лета (февраль, март). В течение остального времени речной поток выглядит как голая лента изо льда. Иногда по нескольку лет река не может достичь озера Ванды. Но случаются и своеобразные половодья; во время одного из них, в 1984 году, новозеландские рафтеры даже спустились по реке.
В реке нет рыбы, но имеются микроорганизмы и водоросли, цветение которых можно наблюдать. Вдоль реки расположены метеостанции, а в устье с 1968 по 1995 год находилась новозеландская станция Ванда.

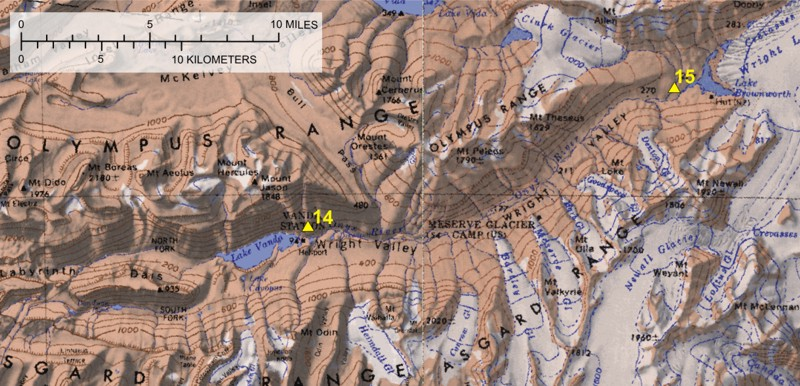
Карта долины Райт с рекой Оникс и озером Ванда